# Körmendy László (balettművész)
Körmendy László (Körmend, 1951. augusztus 12. – Pécs, 2016. június 3.) magyar táncművész, a Pécsi Balett szólistája, koreográfus, táncpedagógus.

## Életpályája
Körmenden született, 1951. augusztus 12-én. Az Állami Balettintézetben 1970-ben kapott diplomát. A Pécsi Balett tagja, magántáncosa, kiemelkedő tehetségű szólistája volt. Virtuóz tánctechnikájával és őszinte, szenvedélyes előadásmódjával kiváló hős, drámai és komikus karakterszerepek megformálója volt. Színpadi táncot tanított a Pécsi Művészeti Gimnázium és Szakközépiskola táncművészeti tagozatán 1992-2009-ig.

## Színpadi szerepeiből
- Šmok: A balett-terem fantomja... Balettmester
- Eck Imre: Don Juan... Leporello
- Eck Imre: A terror... Loulou
- Eck Imre: Bolyongás... Kérő
- Eck Imre: Tavaszünnep... A Természet
- Tóth Sándor: Rómeó és Júlia... Tybalt, Capuletné unokaöccse
- Krámer György: Ellopott legyező... Tűz démon; Harc démon
- Szakcsi Lakatos Béla – Csemer Géza: Cigánykerék... Lord
- John Kander – Fred Ebb: Chicago... Bíró

## Koreográfiái
- Eine kleine Nachtmusik (1991)
- Tasso (1992)